# Марія Фредеріка Гессен-Кассельська (1768—1839)
Марія Фредеріка Гессен-Кассельська (нім. Marie Friederike von Hessen-Kassel, 14 вересня 1768 — 17 квітня 1839) — гессенська принцеса з Гессенського дому, донька першого курфюрста Гессена Вільгельма I та данської принцеси Вільгельміни Кароліни, дружина князя, а згодом — герцога, Ангальт-Бернбургу Алексіса (1794—1817). Часто мандрувала одна, інколи залишаючи країну без дозволу чоловіка. Оскільки це вважалося рівносильно перелюбству, Алексіс оформив розлучення. З 1822 року була примусово ізольована братом-курфюрстом в Ганау, що призвело до її психічного розладу.

## Біографія

### Ранні роки
Народилась 14 вересня 1768 року в Ганау. Була первістком в родині графа Ганау Вільгельма IX та його дружини Вільгельміни Кароліни Данської, з'явившись на світ за чотири роки після їхнього весілля. Мала молодшу сестру Кароліну Амалію та братів Фрідріха і Вільгельма. Пройшла конфірмацію влітку 1784 року.

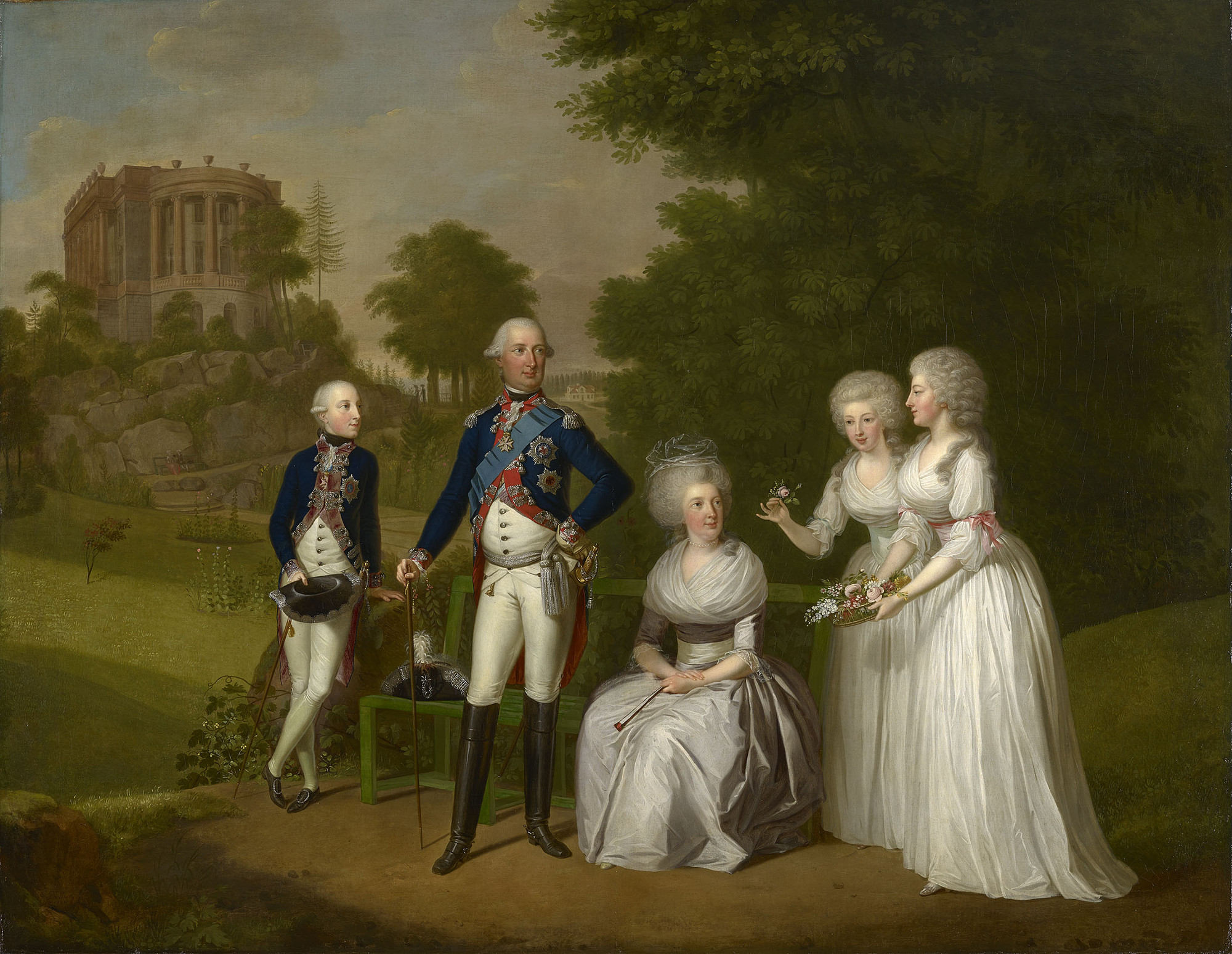
Марія Фредеріка у колі родини на портреті роботи В. Бьоттнера, 1791, Королівська колекція

У 1785 році батько став правлячим ландграфом Гессен-Касселю. Родина приєдналася до нього у Касселі на початку того ж року. Це не завадило йому мати численних коханок та позашлюбних дітей. Проблемний шлюб батьків призвів до тісного зв'язку Марії Фредеріки з матір'ю.
Хоча Вільгельм був одним із найбагатших правителів, його двір був простим: було відмовлено від опери та балету, скорочений придворний оркестр, відмінена лотерея, зменшена кількість війська.
У 1789 році руки принцеси безуспішно просив овдовілий вюртемберзький принц Фрідріх. Було також відмовлено Фрідріху Баденському та графу Ліппе-Детмольда Леопольду.

### Шлюбне життя
Лише у 26-річному віці Марія Фредеріка стала дружиною спадкоємного принца Ангальт-Бернбургу Алексіса, старшого від неї на рік. Весілля відбулося 29 листопада 1794 року в Касселі. Після вінчання пара провела там кілька місяців і лише у квітні 1795 року переїхала до Балленштедту. Тоді ж принцеса завагітніла і на новий 1796 рік народила первістка. Всього у подружжя з'явилося четверо дітей.
У квітні 1796 року Алексіс став правлячим князем Ангальт-Бернбургу, а Марія Фредеріка — княгинею-консортом. Втім, вона віддавала перевагу перебуванню в Касселі, гостюючи там тривалий час, оскільки чоловік мав у Балленштедті коханок. Єдиною її подругою була фрейліна Вільгельміна фон Бутлар.
Народження у 1805 році спадкоємця дещо поліпшило сімейне життя подружжя, хоча герцогиня продовжувала часто мандрувати сама. Була однією з перших альпіністок, що піднялися на гірський масив Монблан. Подорожувати у 1813–1816 роках вирушала без дозволу чоловіка. Хоча поїздки були, в першу чергу, спрямовані на поліпшення її здоров'я, жінка також використовувала мандрівки як можливість мати певну особисту свободу, на що суспільство реагувало неприйняттям і нерозумінням. Умисний від'їзд в той час був рівносильний перелюбству, через що батько кілька разів відправляв її назад до Балленштедту. Коли ж Марія Фредеріка знову вирішила поїхати до Італії в 1817 році, Алексіс подав на розлучення. В ході перемовин щодо розриву герцогиня сказала чоловікові: «Вільною я народилася, вільною хочу жити і вільною хочу померти».. 
Розлучення було оформлене 6 серпня 1817 року. В результаті жінка втратила всі свої права, їй навіть не дозволили бути присутньою на весіллі власної доньки із принцом Фрідріхом Прусським в листопаді того ж року.

### Після розлучення
Після розлучення продовжила мандрувати. Алексіс у січні 1818 року узяв морганатичний шлюб із Луїзою Доротеєю фон Зонненберг, який тривав лише чотири місяці через передчасну смерть дружини. У травні 1819 року він узяв інший морганатичний шлюб із сестрою другої дружини, Ернестіною фон Зонненберг.

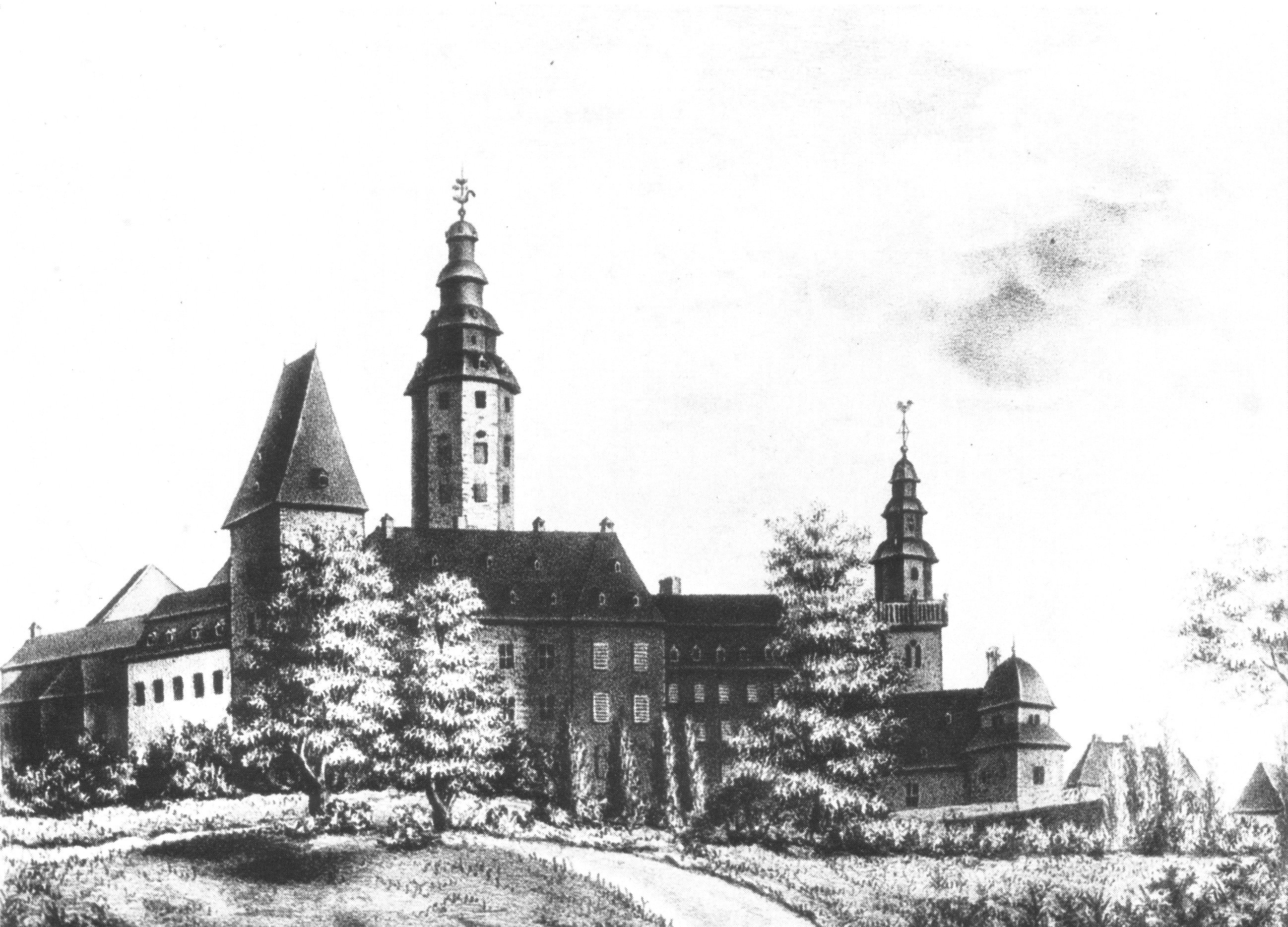
Міський палац Ганау близько 1828 року

 У січні 1820 року померла матір Марії Фредеріки, цю втрату жінка перенесла дуже важко. Батько вирішив, що вона втратила ґлузд і замкнув її у мисливському замку Ваберн. До міського замку Ганау їй вдалося перебратися лише за кілька місяців. Повну свободу здобула лише після смерті батька у лютому 1821 року.
Переїхавши до Бонну, вела активне соціальне життя і наробила багато боргів. Її брат Вільгельм, який замість батька очолив Гессен, запропонував їй повернутися на батьківщину, у відповідь на що Марія Фредеріка здійснила спробу втечі до Брюсселю. Генерал-майор Рейнхард фон Далвігк у 1822 році проти її волі доставив колишню герцогиню до Ганау. Викрадення з прусської території мало свої дипломатичні наслідки. 
Примусова ізоляція жінки, в якій вона опинилася на батьківщині, призвела до погіршення стану її здоров’я. Померла Марія Фредеріка у повному психічному розладі. Герцогині не стало 17 квітня 1839 року в досить похилому віці. Була похована 22 квітня у крипті реформатської церкви Святої Марії в Ганау. Її серце зберігається в урні у крипті замкової церкви Святого Егідія у Бернбурзі.

## Цікаві факти
- Брати Грімм, як і Марія Фредеріка, народилися в Ганау і тривалий час жили у Касселі.

## Родина

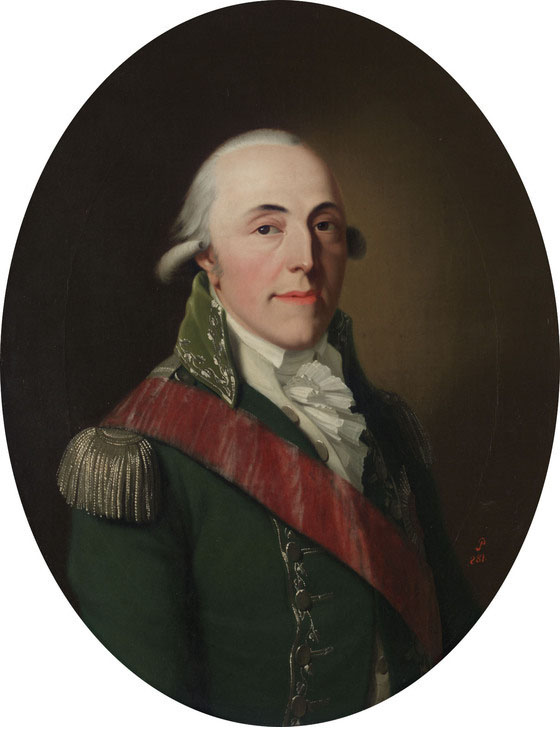
Портрет герцога Алексіса пензля К. К. Керера, близько 1796 року

Чоловік —  Алексіс Фрідріх Хрістіан
Діти:
- Катерина Вільгельміна (1 січня—24 лютого 1796) — прожила 2 місяці;
- Луїза (1799—1882) — дружина прусського принца Фрідріха, мала двох синів;
- Фрідріх Амадей (19 квітня—24 травня 1801) — прожив місяць;
- Александр Карл (1805—1863) — герцог Ангальт-Бернбургу у 1834–1863 роках, був одружений із принцесою Шлезвіг-Гольштейн-Зондербург-Глюксбурзькою Фредерікою Кароліною, дітей не мав.